# 899 в Україні
899 в Україні — це перелік головних подій, що відбулись у 899 році на території сучасних українських земель. Також подано список відомих осіб, що народилися та померли в 899 році.

## Події
- На території лісостепової України існують слов'янські племена білих хорватів, бужан, волинян, деревлян, дулібів, полян, сіверян, тиверців, уличів. Частина цих племен платить данину Київській Русі. У Північному Причорномор'ї співіснують різні кочові племена, зокрема хозари, алани, тюрки, угри, печеніги, кримські готи. Херсонес Таврійський належить Візантії.

## Засновані, створені
- 899 — племенем сіверян засновано поселення Лтава, відоме зараз як місто Полтава. Засновано укріплене першопоселення на Івановій горі, яке поклало початок розвитку давньоруського граду Х-ХІІІ ст.[1][2]